# Бахутов, Александр Михайлович
Александр Михайлович Бахутов (1885, Тифлис — 8 февраля  1938, Москва) — русский революционер, советский профсоюзный и государственный деятель.

## Биография
Родился в армянской семье выходцев их Кахетии. В 1906 году переехал из Тифлиса в Москву.
Из автобиографии: 

С 1905 года (20-ти лет от роду) начал знакомиться с марксистской литературой. Первые уроки марксизма начал приобретать в Тифлисе, в одном из кружков, организованных в гимназические годы. По приезде в Москву в 1906/1907 годах, как сочувствующий, примкнул к студенческой социал-демократической организации, после попал в Харьковскую губернию (ст. Краматоровская), где имел намерение ближе познакомиться с рабочей средой. 
В 1907 году был арестован при перевозке транспорта большевистской нелегальной литературы в Донецкий бассейн и выслан в Вологодскую губернию, откуда бежал в 1908 году. Вновь арестован в 1909 году и вновь выслан в Вологодскую губернию. В 1909 году, оформив свои политические взгляды, по возвращении из ссылки, примкнул к большевикам.

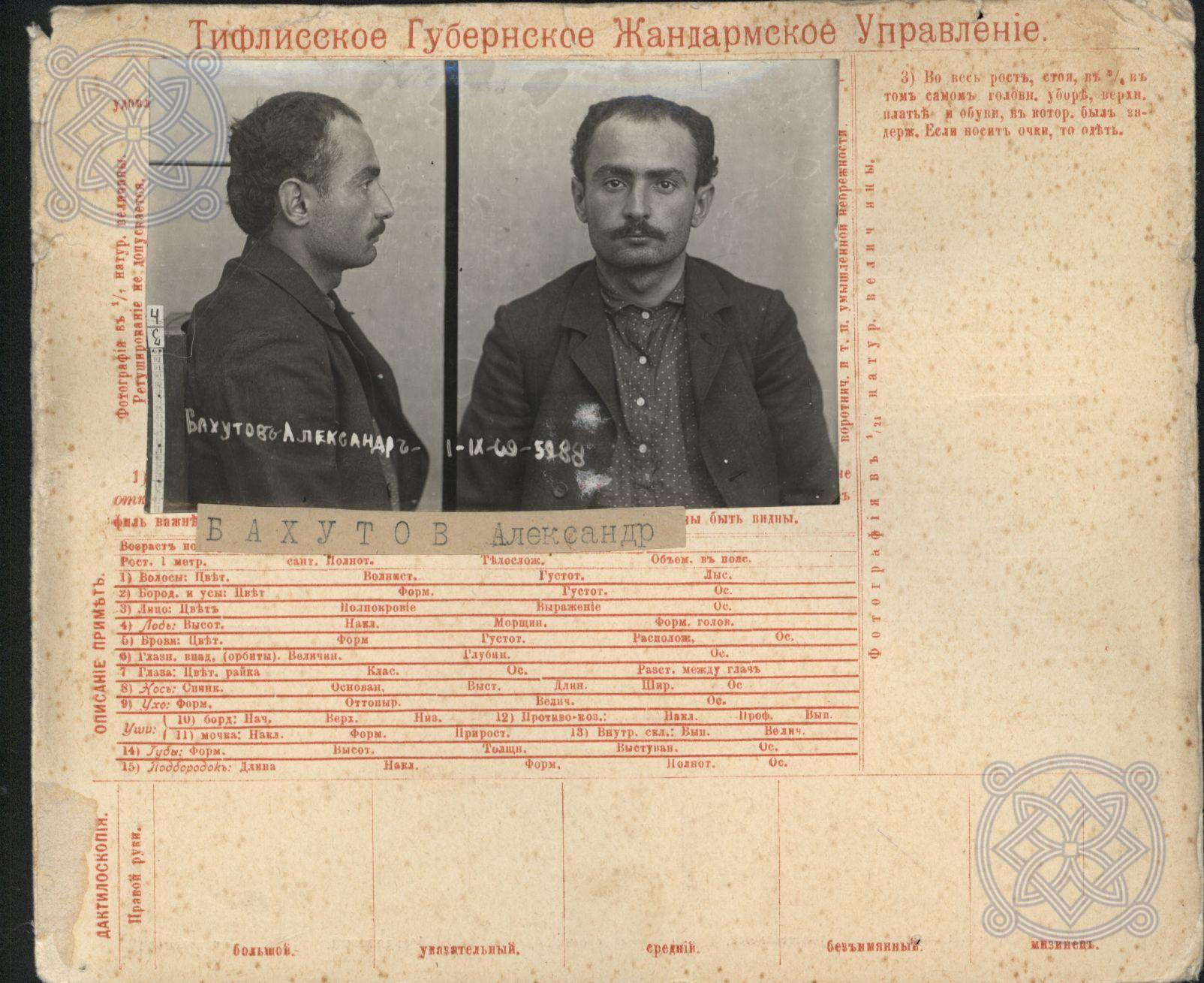
Жандармская карточка на Александра Бахутова

После окончания в 1914 году естественного отделения Московского университета, около года был безработным, занимался разовой работой: разгружал вагоны с дровами на Курском вокзале и др.
В 1915 году поступил на службу в Союз земств и городов («Земгор») в качестве члена исполнительного комитета служащих. Наряду со службой занимался работой в кооперации и в исполнительном комитете служащих. Создал вокруг себя нелегально группу служащих и вёл среди них работу.
После февральской революции в 1917 году занимался организацией профсоюзов Москвы. Московский Комитет партии большевиков в течение первой половины 1918 года через него держал связь с Московским бюро профсоюзов. Принимал участие в качестве члена Организационного Бюро по созыву III Всероссийской конференции профсоюзов.
Был первым заведующим Московской биржей труда.
- в 1918—1919 годах — член коллегии Народного комиссариата труда РСФСР. В 1919 году работал уполномоченным Народного комиссариата труда РСФСР в Сибири.
- в 1920 году — член РВС Трудовой армии Юго-Востока.
- 1921—1922 — в Закавказском Совете профсоюзов, занимался также организацией Закавказского народного комиссариата труда.
- 1923—1926 — член коллегии Народного комиссариата труда СССР.
- с 7 июля 1923 до 25 сентября 1929 года — народный комиссар труда РСФСР, после чего командирован в Архангельск для руководства новообразованным Северным краем.

2 октября 1929 года избран председателем исполкома Северного краевого совета. На этой должности находился около месяца, после чего его сменил С. И. Комиссаров. Вернувшись в Москву, работал ответственным секретарём Всесоюзной ассоциации работников науки и техники социалистического строительства.
В августе 1937 года был арестован по обвинению в участии в контр-революционной террористической организации. 7 февраля 1938 года приговорён к расстрелу. На следующий день приговор был приведён в исполнение.
Реабилитирован посмертно в июле 1957 года.